# Кретей (город)
Кретей (фр. Créteil) — город во Франции, в 11,5 км от Парижа, на реке Марна.
С 1965 года — столица департамента Валь-де-Марн, супрефектура округа Кретей, центр епархии. 90 605 жителей (2017), несколько крупных больниц.
Первый раз упоминается как Кристолий в 865 году.
Основной транспортной связью с Парижем являются четыре станции линии 8 Парижского метрополитена, также на окраинах города расположены по одной станции линий A и D RER.
24,4 % от населения города составляют евреи.